# O. G.: Original Gangsta
Az O. G.: Original Gangsta (eredeti cím: O.G.) 2018-as amerikai filmdráma, amelyet Madeleine Sackler rendezett és Stephen Belber írt. A főszerepben Jeffrey Wright, William Fichtner, Boyd Holbrook, Mare Winningham, David Patrick Kelly és Yul Vazquez látható.
A film premierje 2019. február 23-án volt az HBO-n. A filmet teljes egészében a Pendleton Correctional Facility-ben forgatták, amely egy maximálisan biztonságos (4-es szintű) börtön Indianában.

## Rövid történet
A film Louis történetét követi nyomon, aki 26 év börtön után készül visszatérni a civil életbe. Választania kell saját szabadsága és egy fiatalabb rabtársa, Beech védelmének lehetősége között.

## Szereplők
| Szerep  | Színész             | Magyar hang     |
| ------- | ------------------- | --------------- |
| Louis   | Jeffrey Wright      | Törköly Levente |
| Danvers | William Fichtner    | Fazekas István  |
| Pinkins | Boyd Holbrook       | Stern Dániel    |
| Janice  | Mare Winningham     | Csere Ágnes     |
| Larry   | David Patrick Kelly | Harsányi Gábor  |
| Baxter  | Yul Vazquez         | Turi Bálint     |
| Piner   | Ryan Cutrona        | Szersén Gyula   |
| Mo      | Kevin Jackson       | Bolla Róbert    |
| Ato     | Ato Essandoh        | Pál Tamás       |
| Beecher | Theothus Carter     | Welker Gábor    |

A börtön számos rabját és őrét használták fel színészként és statisztaként. A rabokat viselkedésük szerint választották ki; azok, akik ellen fegyelmi eljárást indítottak, nem voltak jogosultak a szereplésre.

## Bemutató
A film premierje a Tribeca Filmfesztiválon volt 2018. április 20-án. 2018. október 12-én az HBO megvásárolta a film forgalmazási jogait; premierje 2019. február 23-án volt.

## Fordítás
- Ez a szócikk részben vagy egészben  az   O.G. (film) című angol Wikipédia-szócikk fordításán alapul.  Az eredeti cikk szerkesztőit annak laptörténete sorolja fel. Ez a jelzés csupán a megfogalmazás eredetét és a szerzői jogokat jelzi, nem szolgál a cikkben szereplő információk forrásmegjelöléseként.